# 프리웨어
프리웨어(Freeware, 문화어: 무료쏘프트웨어)는 만든이가 대가를 바라지 않거나 기타 까닭에 따라 무료로 쓰도록 제작한 소프트웨어이다. 처음에는 누구나 쓸 수 있지만 기능 제한을 풀거나 일정한 기간 이후에 사용하려면 대가를 지불해야 하는 셰어웨어와 구별된다.
계속 사용하기 위해 일정한 대가를 지불할 필요가 없는 소프트웨어는 거의 대부분 프리웨어로 분류된다. 다만 특정한 사용자 집단에 따라서 프리웨어일 수도 있고 아닐 수도 있다. 이를테면, '개인 사용자에게는 무료이나 상업적으로 쓸 수 없는' 소프트웨어는 개인 사용자에게만 프리웨어이다. 또한 몇몇 소프트웨어는 프리웨어의 조건을 만족하지만 재배포가 불가능한 경우도 있는데, 프리웨어를 정확히 어떻게 정의하느냐에 따라서 이러한 소프트웨어들이 프리웨어인가 아닌가는 달라질 수 있다.
프리웨어에는 퍼블릭 도메인인 소프트웨어나 자유 소프트웨어, 그리고 일부 제한이 있는 독점 소프트웨어가 모두 포함될 수 있다. 그러나 일반적으로 프리웨어라고 할 때는 대가 없이 사용할 수 있는 독점 소프트웨어를 가리키는 경우가 많으며, 똑같이 free('무료'와 '자유'의 뜻을 둘 다 가진 낱말)라는 영단어를 사용하는 자유 소프트웨어와는 구분된다.

## 역사
프리웨어(freeware)라는 용어는 1982년에Andrew Fluegelman에 의해 만들어졌으며, 당시 그는 그가 만든 PC-Talk라는 통신 프로그램을 판매하고 싶었으나 상업적인 배급 채널을 사용하고 싶지는 않았다. Fluegelman은 실제로는 현재 더 이상 프리웨어로 불리지 않는 셰어웨어라 불리는 프로세스를 통해 PC-Talk를 배급하였다.
프리웨어라는 용어는 1980년대와 1990년대에 소스 코드 없이 배포된 프로그램에 대해 종종 사용되었다.

## 정의

### 소프트웨어 사용권
프리웨어 소프트웨어는 무료로 사용할 수 있으며, 일반적으로 기능이 제한되어 있고 더 많은 기능을 가진 버전은 상업적으로 또는 셰어웨어로 사용할 수 있다. 일반적으로 무제한 기간 동안 모든 기능을 사용할 수 있다.
자유 소프트웨어 재단이 자유 소프트웨어라고 부르는 것과는 대조적으로, 프리웨어의 저작자는 일반적으로 소프트웨어의 사용, 복사, 배포, 수정, 2차적저작물 생성 또는 역공학 권한을 제한한다. 소프트웨어 사용권은 추가 사용 제한을 부과할 수 있다. 예를 들어, 라이선스는 "사적인 비상업적 사용에만 무료"이거나, 네트워크, 서버 또는 특정 다른 소프트웨어 패키지와의 조합에서 사용이 금지될 수 있다. 제한은 라이선스에 의해 요구되거나 소프트웨어 자체에 의해 강제될 수 있다. 예를 들어, 패키지가 네트워크를 통해 작동하지 않을 수 있다.

### 다른 형태의 소프트웨어 라이선싱과의 관계

이 벤 다이어그램은 프리웨어와 오픈 소스 소프트웨어의 일반적인 관계를 설명한다. 2010년 울파이어 게임즈의 데이비드 로젠에 따르면, 오픈 소스 소프트웨어(주황색)는 대부분 무료이지만 항상 그런 것은 아니다. 프리웨어(녹색)는 소스 코드를 거의 공개하지 않는다.

미국 국방부(DoD)는 "오픈 소스 소프트웨어"(즉, 자유 소프트웨어 또는 자유-오픈 소스 소프트웨어)를 "프리웨어" 또는 "셰어웨어"와 구별하여 정의한다. 이는 "정부가 원본 소스 코드에 접근할 수 없는" 소프트웨어를 의미한다. "프리웨어"의 "무료(free)"는 소프트웨어의 가격을 의미하며, 이는 일반적으로 사유 소프트웨어이고 소스 코드 없이 배포된다. 대조적으로, "자유 소프트웨어"의 "자유(free)"는 소프트웨어 라이선스에 따라 사용자에게 부여되는 자유(예를 들어, 어떤 목적으로든 프로그램을 실행하고, 프로그램을 수정하고, 다른 사람에게 재배포하는 것)를 의미하며, 그러한 소프트웨어는 유료로 판매될 수 있다.
자유 소프트웨어 재단(FSF)에 따르면, "프리웨어"는 느슨하게 정의된 범주이며 명확하게 인정된 정의가 없지만, FSF는 자유 소프트웨어(리브레; 제한이 없고 소스 코드를 사용할 수 있는)를 프리웨어라고 부르지 말 것을 요청한다.
대조적으로 옥스포드 영어사전은 프리웨어를 단순히 "무료로 제공되는 것(때로는 사용자가 제공자에게 기부금을 내야 한다는 제안이 있음)"으로 특징짓는다.
일부 프리웨어 제품은 더 많은 기능을 가지거나 덜 제한적인 라이선스 조건을 가진 유료 버전과 함께 출시된다. 이 접근 방식은 "프리미엄"("무료" + "프리미엄")으로 알려져 있는데, "무료" 버전은 프리미엄 버전을 홍보하기 위한 것이다. 둘은 종종 코드 베이스를 공유하며, 컴파일러 플래그를 사용하여 어떤 버전이 생성될지 결정한다. 예를 들어, BBEdit에는 기능이 적은 BBEdit Lite 에디션이 있다. XnView는 개인용으로 무료로 사용할 수 있지만 상업용으로는 라이선스를 받아야 한다. "무료" 버전은 DivX의 경우처럼 광고 지원을 받을 수 있다.
애드웨어와 레지스터웨어(registerware)도 프리웨어와 유사점을 지닌다. 광고 지원 소프트웨어는 라이선스 비용을 요구하지 않지만, 개발 비용을 충당하거나 수입 수단으로 광고를 표시한다. 레지스터웨어는 사용자가 제품을 사용하기 전에 퍼블리셔와 구독해야 한다. 상용 제품은 라이선스 사용을 보장하기 위해 등록을 요구할 수 있지만, 레지스터웨어는 그렇지 않다.
셰어웨어는 재배포를 허용하지만, 라이선스 비용을 지불하기 전까지는 제한적인 사용만 허용한다. 결제 전에는 일부 기능이 비활성화될 수 있으며, 이 경우 크리플웨어라고 불리기도 한다.
프리웨어와 셰어웨어 모두 때때로 제한된 평가 기간을 가지며, 이 기간이 지나면 소프트웨어가 자동으로 비활성화되거나 등록 비용 지불 요청을 표시하기 시작한다. 후자의 경우 속칭 내그웨어라고 알려져 있다.

### 크리에이티브 커먼즈 라이선스
크리에이티브 커먼즈는 소프트웨어를 포함하여 저작권의 적용을 받는 모든 저작물에 적용될 수 있는 라이선스를 제공하여, 개발자가 법적으로 안전하고 국제 법률 영역을 존중하는 방식으로 "프리웨어"를 정의할 수 있게 한다. 전형적인 프리웨어 사용 사례인 "공유"는 비상업성(CC BY-NC) 또는 파생물 없음(CC BY-ND)과 같은 크리에이티브 커먼즈 제한 조항으로 더욱 세분화될 수 있다. 라이선스 설명을 참조하라. 예를 들어 The White Chamber, Mari0 또는 Assault Cube와 같은 몇 가지 사용 예시가 있으며, 모두 CC BY-NC-SA 라이선스가 적용되어 비상업적 공유만 허용되는 프리웨어이다.

## 제한 사항
프리웨어는 상업적 홍보에 경제적으로 의존할 수 없다. 2015년 5월, 구글 애즈에서 프리웨어 광고는 "권위 있는 출처"로 제한되었다. 따라서 웹사이트와 블로그는 어떤 프리웨어가 유용하고 악성 소프트웨어가 아닌지에 대한 정보를 얻는 주요 자료이다. 하지만 프리웨어에 대한 평가를 제공하고 프리웨어가 담긴 콤팩트 디스크나 다른 저장 매체를 포함하는 많은 컴퓨터 잡지나 신문도 있다. 프리웨어는 또한 번들로 디지털 카메라나 이미지 스캐너와 같은 다른 제품과 함께 제공되는 경우도 많다.
프리웨어는 업데이트 및 제품 개선에 대한 책임이 단일 주체에 있으며, 그 제품은 무료로 제공되기 때문에 "지속 불가능하다"는 비판을 받아왔다. 다른 프리웨어 프로젝트는 단순히 추가 개발에 대한 약속이나 기대 없이 단발성 프로그램으로 출시된다. 이러한 프로그램에는 자유 소프트웨어처럼 소스 코드가 포함될 수 있어 사용자가 필요하거나 원하는 변경 사항을 직접 만들 수 있지만, 이 코드는 컴파일된 실행 파일의 라이선스에 계속 적용되며 자유 소프트웨어를 구성하지 않는다.

## "무료" 체험판
"무료" 체험판은 고객이 제품을 일정 기간 동안 무료로 사용할 수 있도록 허용하는 또 다른 관련 개념이다.
소프트웨어 독점이 강력한 네트워크 효과를 가질 때, "무료" 체험판을 제공하는 것이 더 수익성이 있을 수 있다. 또한, "무료" 체험판을 통해 확보된 고객은 일반 고객에 비해 고객생애가치가 훨씬 낮지만, 마케팅 커뮤니케이션에도 더 많이 반응한다.
사람들이 "무료" 체험판을 사용하도록 장려하거나 단념하게 할 수 있는 몇 가지 요소는 다음과 같다.
- 인지된 유용성
- 인지된 사용 용이성
- 인지된 위험
- 사회적 영향
- 성별

## 같이 보기
- 셰어웨어
- 자유 소프트웨어